# 香港晨光會

香港晨光會標誌

香港晨光會青少年輔導及轉介中心，(英文: Dawn Society)，1999年創立，是香港一家深宵運作的社會服務組織 ，對象是當地社區邊緣青年及童黨。 輔導中心的總幹事是許耀光 ，「非常社工」，中心主席龔柏祥。在1996年香港實行「社工發牌制」之時，他是拒絕領牌的社工之一。　
根據《香港稅務條例》第112章 第88條，香港晨光會是非营利及慈善機構。 （页面存档备份，存于）

## 外部連結
- 香港晨光會facebook 專頁 （页面存档备份，存于）
- 香港晨光會青少年輔導及轉介中心
- 童黨血洗青少年中心 新報 2006年8月29日10時
- 根據香港《稅務條例》第88條獲豁免繳稅的慈善機構的名單: 香港晨光會在名單的第162頁 （页面存档备份，存于）